# Dzwonnica w Ruprechticach
Dzwonnica w Ruprechticach – zabytkowa dzwonnica w miejscowości Ruprechtice, położonej w północno-zachodnich Czechach, w kraju hradeckim, w Sudetach Środkowych.

## Opis
Dwupiętrowa dzwonnica, zbudowana na planie kwadratu zwieńczona dachem hełmowym. Nad wejściem herb klasztoru i inicjały opata PAB (Placidus Abbas Braunensis) oraz rok 1826.
Obok kościół należący do broumovskiej grupy kościołów, wybudowany w latach 1720–1723; cmentarz, kostnica, plebania.

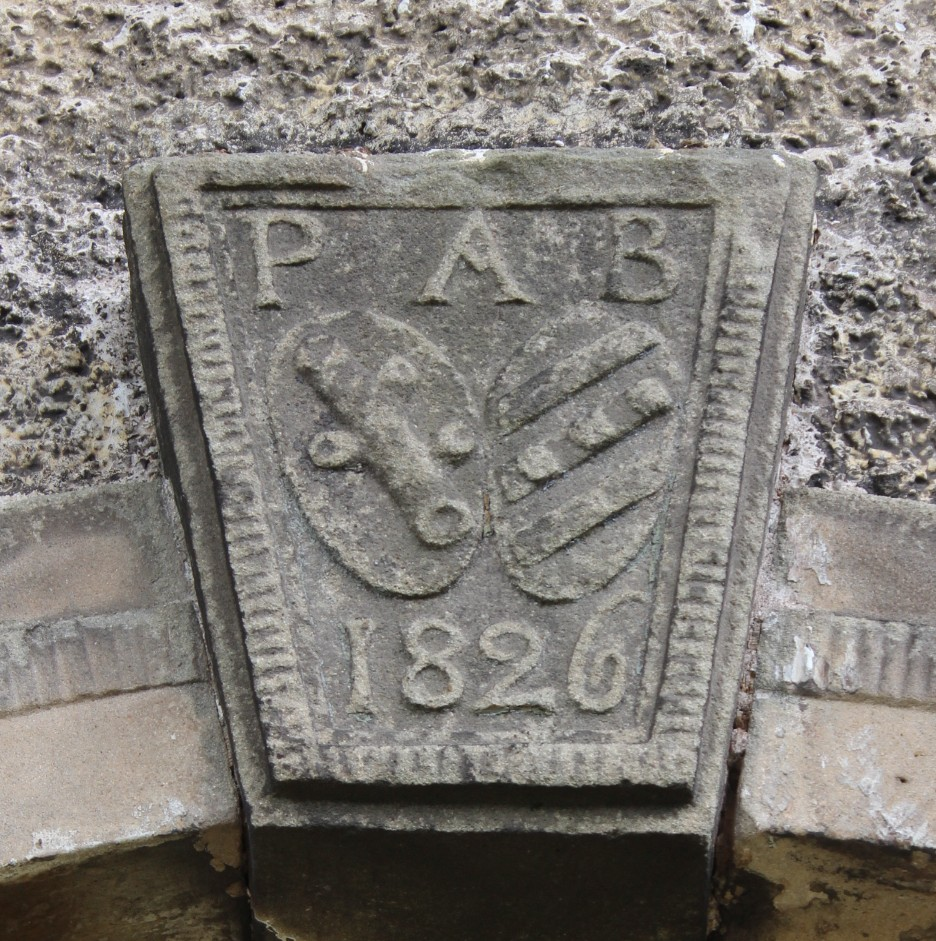
Agrafa na dzwonnicy
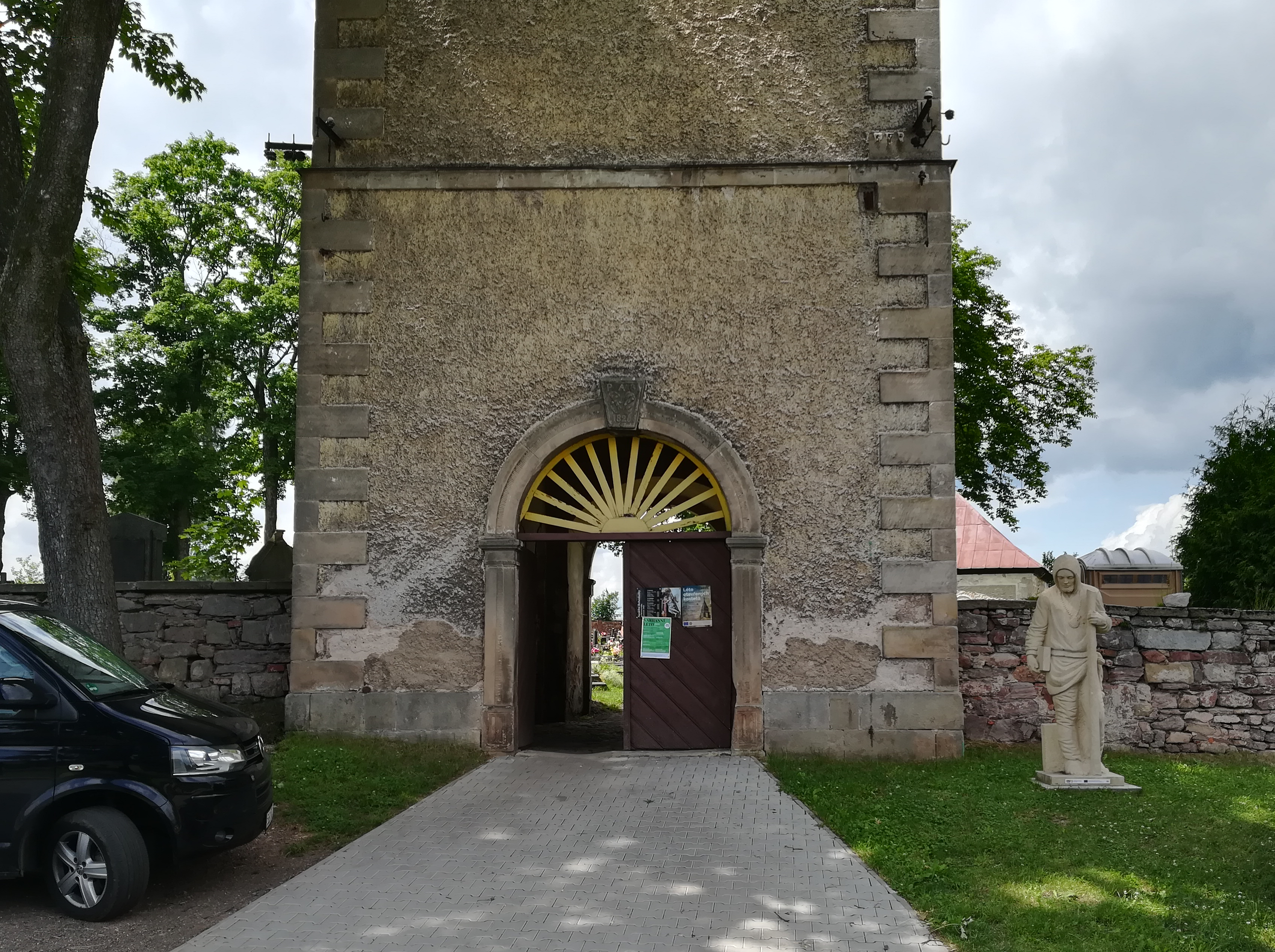
Nad wejściem herb i PAB 1826
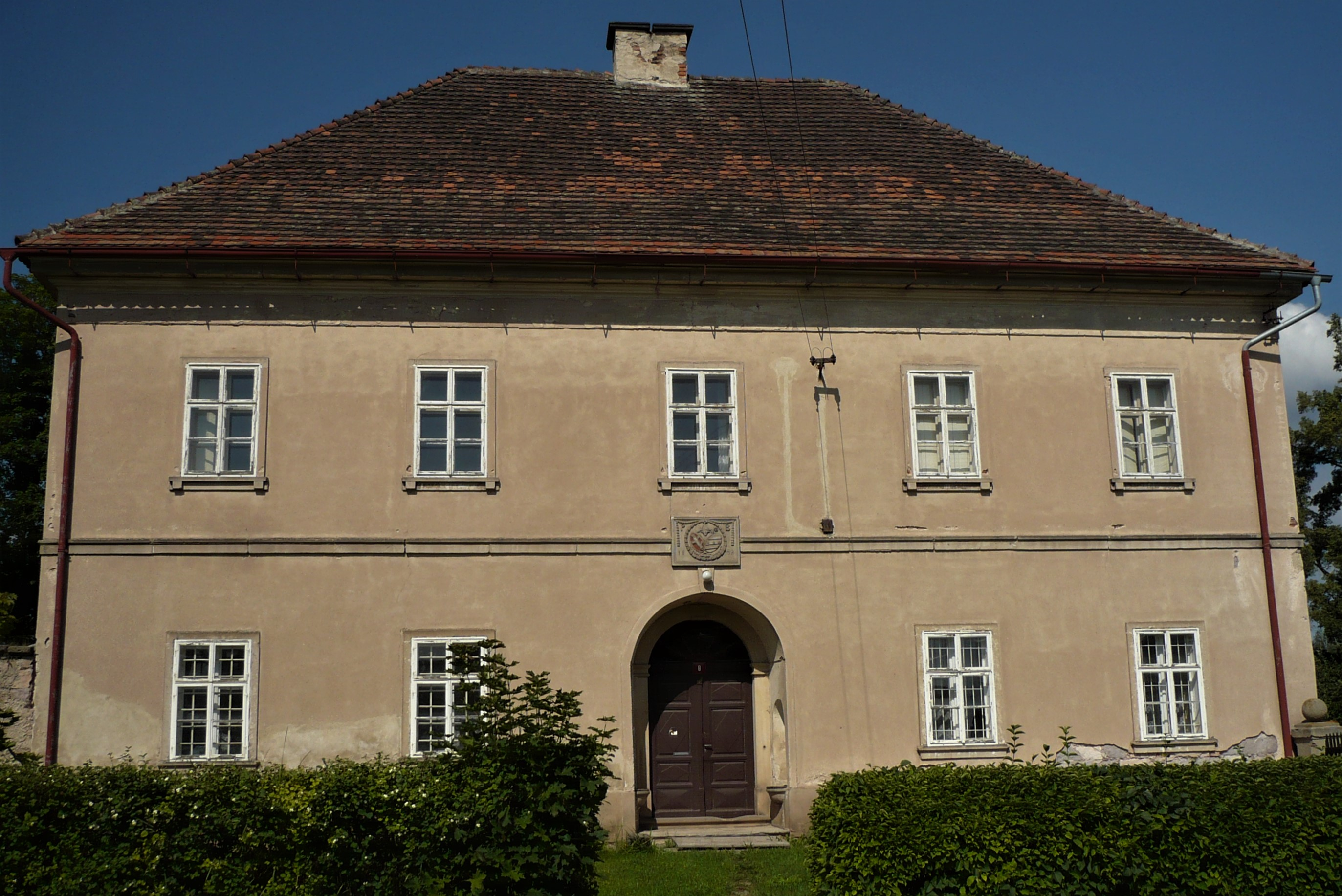
Plebania w Ruprechticach
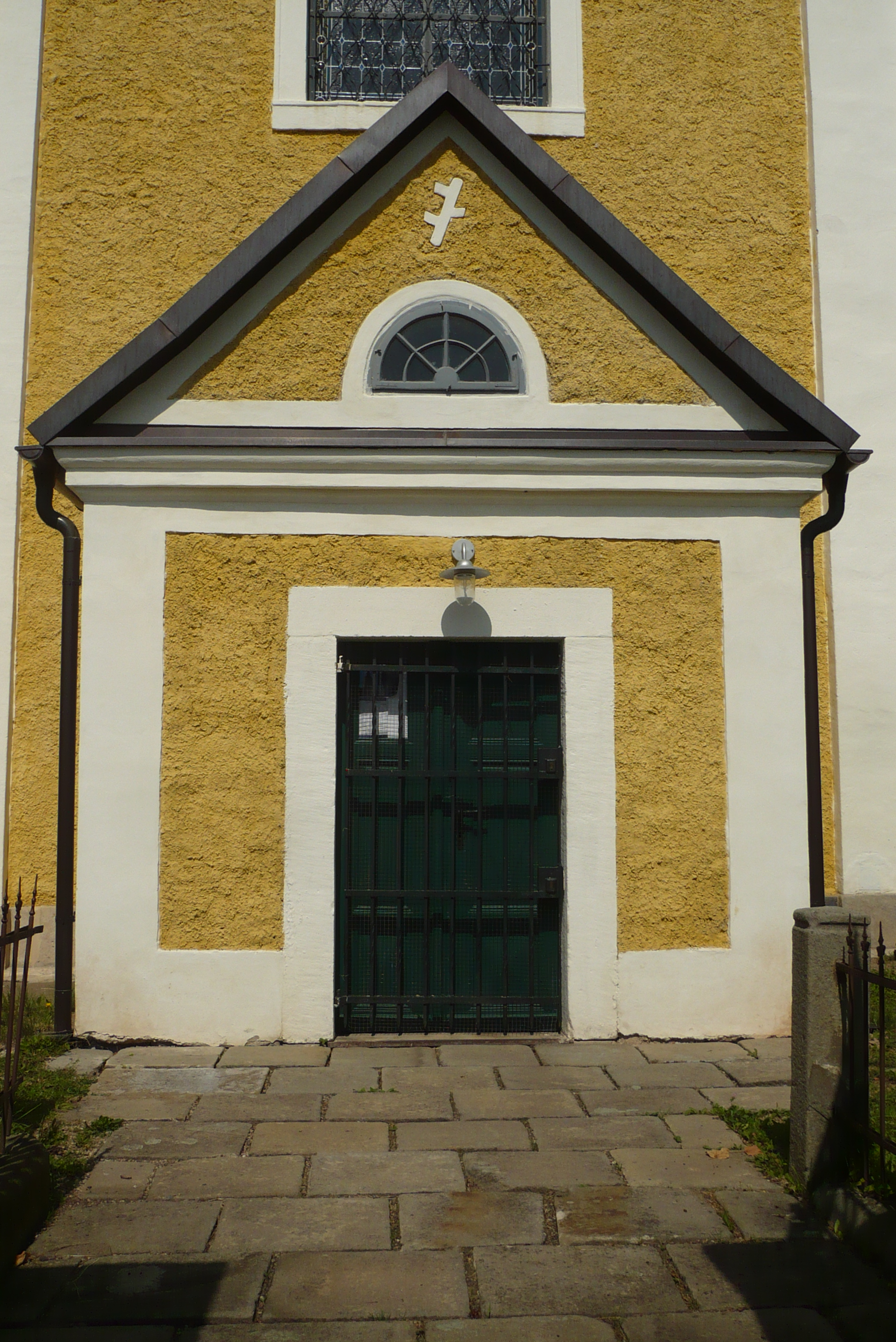
Ganek kościoła z herbem opatów
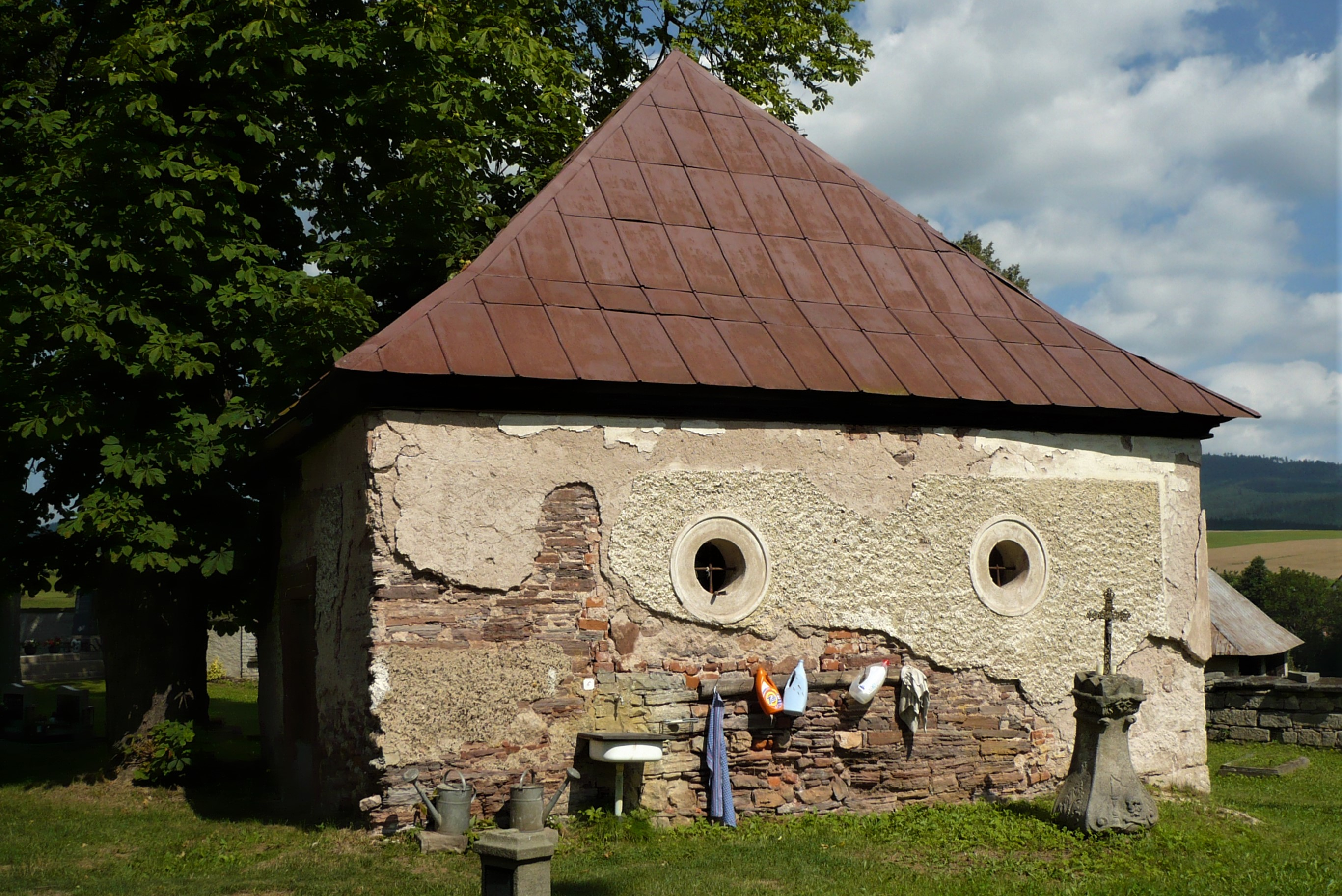
Kostnica w Ruprechticach